# Länsväg 122
De Zweedse weg 122 (Zweeds: Länsväg 122) is een provinciale weg in de provincies Blekinge län en Kronobergs län in Zweden en is circa 79 kilometer lang. De weg ligt in het zuiden van Zweden.

## Plaatsen langs de weg
- Ingelstad
- Linneryd
- Rävemåla
- Eringsboda
- Tving
- Fridlevstad
- Rödeby
- Karlskrona

## Knooppunten
- Riksväg 27/Riksväg 29 bij Ingelstad (begin)
- Länsväg 120 bij Rävemåla
- Riksväg 28: start gezamenlijk tracé, bij Fridlevstad
- Riksväg 28: einde gezamenlijk tracé, E22 en Riksväg 27, bij Karlskrona (begin)